# Officier de liaison LGBT
Les officiers de liaison LGBT ou officiers de liaison gays et lesbiens (Gay and Lesbian Liaison Officers ou GLLO en anglais) sont des personnes qui travaillent au sein d'organisations policières en tant que point de contact avec le public lesbien, gay, bisexuel et transgenre.
Ils établissent des relations de confiance entre la police et la communauté LGBT. Ces officiers de liaison sont des interlocuteurs privilégiés pour les victimes de LGBTphobie, leur offrant un soutien spécifique et confidentiel. Ils veillent à ce que ce public bénéficie d'un accueil digne, respectueux et équitable,.

## Historique
De nombreuses forces de police dans les pays anglo-saxons se sont adaptées aux nouvelles législations visant à protéger les personnes LGBT subissant des violences en raison de l'orientation sexuelle ou de l'identité de genre en créant des fonctions d'officiers de liaison LGBT.
Le premier officier de liaison LGBT connu remonte à 1962, lorsque le département de police de San Francisco a nommé Elliott Blackstone (en) comme officier de liaison des États-Unis auprès de la « communauté gay ». Pionnier de la police de proximité, Blackstone a travaillé au sein du département de police pour changer les politiques et les procédures dirigées contre la communauté LGBT, comme le piégeage des hommes homosexuels dans les toilettes publiques.
À partir de la fin des années 1990, d'autres programmes majeurs d'officiers de liaison LGBT apparaissent :
- Les Gay and Lesbian Liaison Officers au sein de la New South Wales Police Force, créé en 1990[3].
- La LGBTI Liaison Officer Program créé en 1997 au sein du Queensland Police Service[4].
- La Gay and Lesbian Liaison Unit au sein du département de la police métropolitaine du District de Columbia[5], structure créée en juin 2000.
- Roze in Blauw (RiB) au sein de la police d'Amsterdam[6].

## En France
L'association française FLAG! dont l'objectif est de lutter contre toutes formes de violences et de discriminations à l'encontre des gays, des lesbiennes, des bisexuels et des transgenres au sein du ministère de l'Intérieur et du ministère de la Justice a repris dans ses revendications, dans le cadre de ses travaux au sein de l'European LGBT Police Association durant les années 2010, la création d'un service destiné à l'accueil des victimes LGBT ou l'installation d'officier de liaison LGBT,,
S'inscrivant dans les objectifs du plan national d’actions pour l’égalité des droits, contre la haine et les discriminations anti-LGBT de la délégation interministérielle à la lutte contre le racisme, l'antisémitisme et la haine anti-LGBT (DILCRAH), Installé depuis octobre 2019, l'officier de liaison LGBTQI+ de la Préfecture de police de Paris est, à ce jour, le seul en fonction dans la Police nationale pour favoriser le dépôt de plainte des personnes LGBT victimes de violences à caractère homophobe, lesbophobe et transphobe. Elle vise à libérer la parole de ces publics souvent réticents à déposer plainte, redoutant un refus de plainte, des remarques désobligeantes, être mégenrés ou la non prise en compte du caractère aggravant des actes à caractère homophobe et transphobe dénoncée,
Dans l'instruction du 16 mai 2023 relative aux orientations dans la lutte contre les LGBTphobies au ministère de l'intérieur, Gérald Darmanin, ministre de l'intérieur annonce la création de six officiers de liaison LGBT sur le territoire national. « Enfin, à l'instar de ce qui est en place à la préfecture de police et au sein des régions zonales de gendarmerie "référents égalité-diversité", six officiers de liaison LGBT+ seront désignés au sein de chaque direction zonale de la police nationale (DZPN). Ils constitueront le point de contact et de référence pour la police nationale au sein des grands territoires urbains. »,.
Présenté le 26 mai 2025 par Aurore Bergé, ministre chargée de l'Égalité entre les femmes et les hommes et de la lutte contre les Discriminations, le comité de suivi du plan national pour l'égalité, contre la haine et les discriminations anti-LGBT+ (2023-2026) souligne également l'atout que représente sur le terrain la nomination d'officiers de liaison dédiés à ces questions .

### Missions
Rattaché à la Division Partenariat Prévention de l'état-major de la Direction de la sécurité de proximité de l'agglomération parisienne, sa fonction couvre les quatre départements de la Préfecture de police,.
Il est épaulé par le réseau de référents LGBT présents dans tous les commissariats de la Direction de la sécurité de proximité de l'agglomération parisienne (DSPAP).
Visant à libérer la parole des victimes, il occupe cette fonction à temps complet et est installé au commissariat de Paris centre, à proximité du Marais, lieu historique de la communauté LGBT. Il reçoit seulement sur rendez-vous
- Accueil et écoute des victimes : Il assure un premier accueil aux personnes ayant subi des actes de violence ou de discrimination en raison de leur orientation sexuelle ou de leur identité de genre. Il les informe de leurs droits et des démarches à suivre. Il peut les orienter pour une prise en charge le cas échéant par les psychologues de la Préfecture de police ou les intervenants sociaux présents dans certains commissariats ou des structures associatives ou institutionnelles en mesure d'accompagner ces publics[19],[20],[21]

- Enquête et suivi des plaintes : Amené à recevoir toutes les plaintes enregistrées par les services de police de la direction de la sécurité de proximité de l'agglomération parisienne, il en assure un suivi et un contrôle qualité en étudiant les plaintes comportant une circonstance aggravante liée à l'orientation sexuelle ou à l'identité de genre. Il assure un suivi spécifique des dossiers, en lien avec les enquêteurs et renseigne les victimes sur les suites judiciaires données et le traitement des procédures[22].
- Partenariat avec les associations : Interlocuteur privilégié de la Direction de la sécurité de proximité de l'agglomération parisienne sur les questions LGBT auprès des administrations et des associations engagées dans le soutien aux personnes LGBT, il travaille en étroite collaboration avec les associations LGBT pour améliorer la prise en charge des victimes et renforcer la lutte contre les violences et les discriminations LGBTphobes[23].

- Lien avec les référents LGBT de la DSPAP : Il assure un contact permanent avec les référents LGBT installés dans les commissariats de la DSPAP auprès de qui il apporte un soutien technique et juridique.
- Interface entre les enquêteurs et les associations LGBT+ : Il peut servir d'intermédiaire dans le cadre d'enquêtes nécessitant la recherche d'autres victimes ou de témoins dans des affaires ciblant exclusivement des personnes LGBT.
- Partenariat avec les institutions : Il participe aux réunions de travail organisées par les collectivités locales, les départements, les régions engagés dans la lutte contre les LGBT-phobies. Il est intégré aux travaux des comités opérationnels de lutte contre le racisme et l'antisémitisme et la Haine anti-LGBT+ et les discriminations liées à l'origine sur les quatre départements de son ressort (Arrêté inter-préfectoral 75-2022-02-18-00014 relatif au comité opérationnel de la lutte contre le racisme, l'antisémitisme et la haine anti-LGBT de Paris).
- Sensibilisation et prévention : Afin de lutter contre les préjugés et les stéréotypes, il participe à des actions de sensibilisation auprès des forces de l'ordre, référents LGBT, mais également des policiers exerçant sur la voie publique, des personnels chargés de l'accueil ou de prendre des plaintes ou des enquêteurs afin de les sensibiliser notamment sur les spécificités des violences subies par les personnes LGBT (outing, mégenrage, guet-apens, viol homophobe, chemsex, thérapie de conversion, etc.)[24],[25]

Il est également la personne ressource auprès du conseil national des activités privées de sécurité (CNAPS) et des sociétés de sécurité privées dans l'application des recommandations sur la prise en compte de la situation spécifique des personnes transgenres .

### Officiers de liaison LGBTQI+ en France
- Major Mickaël Bucheron, Préfecture de Police de Paris, depuis le 7 octobre 2019[27],[28],[29],[30],[31]

### Référents LGBT
Pour endiguer la recrudescence des actes de haine anti-LGBT et répondre aux demandes de l'association FLAG!, le ministre de l'intérieur Christophe Castaner annonce le 30 octobre 2018 la nomination de référents LGBT dans tous les commissariats et brigades de gendarmerie. Leurs missions consistent à apporter un soutien juridique auprès des policiers ou des gendarmes demandeurs, chargés de recueillir des plaintes ou de traiter des procédures en lien avec l’orientation sexuelle ou l’identité de genre, réelle ou supposée des victimes. « Des référents accueil luttant contre la haine anti-LGBT sont désignés dans tous les commissariats de police et brigades de gendarmerie. Ces référents bénéficieront de formations dédiées à l’accueil des victimes d’actes de haine. Le ministre de l’intérieur adressera une circulaire aux préfets rappelant la mise en œuvre des dispositions d’accueil et de recueil des plaintes. »,
Sur le ressort de la direction nationale de la sécurité publique, est annoncé en 2023
« Un réseau de référents LGBT+ de police a également été créé. Les 145 nouveaux référents LGBT+ des directions départementales des services de police seront formés par l’association FLAG! et disposeront d’une adresse mail fonctionnelle publique. »
Certaines associations LGBT déplorent l'absence totale de visibilité des référents LGBT avec les associations et les victimes et le flou intégral autour des missions et de la formation reçue par ces référents. Ainsi le co-président de SOS Homophobie, Jérémy Faledam indique que « ces missions, qui semblent avoir évolué au fil des mois, sont toujours très floues pour les associations LGBT. Les attributions des personnes nommées, leur fiche de poste, ce qu’elles doivent faire, ce qu’elles peuvent faire et leur profil ne sont pas clairs. On n’a pas bien compris quelles étaient leurs missions très concrètes ». Certaines associations souhaitent également une extension des officiers de liaison LGBT.
Les policiers eux-mêmes ignorent très souvent le nom du référent LGBT départemental ou de son commissariat comme en témoigne le délégué régional de FLAG! dans le Nord « ne pas connaître "encore le nom" du référent LGBT à Lille et ne pas savoir s'il y en avait "un déjà en place" » ou le délégué régional de Lyon ajoutant « n’a pas connaissance d’un référent" dans la métropole lyonnaise. »

### Avis de la commission nationale consultative des droits de l'homme
Dans son avis sur les rapports entre la police et la population du 19 octobre 2023, la commission nationale consultative des droits de l'homme, autorité administrative indépendante appelait dans sa recommandation n°5 à « étendre le dispositif de l'officier de liaison LGBT de la préfecture de police de Paris à d'autres agglomérations » mais surtout élargi « aux victimes de handiphobie, de racisme ou de xénophobie »,,

### Recommandation de la DILCRAH
Dans un rapport présenté le 6 mars 2023 sur les crimes de haine en raison de l'orientation sexuelle et de l'identité de genre ou des caractéristiques sexuelles en France préparé pour le Conseil de l’Europe par Flora Bolter en collaboration avec Stéphanie Cramer Marsal, la délégation interministérielle à la lutte contre le racisme, l'antisémitisme et la haine anti-LGBT émet une recommandation considérant « la généralisation de « référents LGBT » peut être une source d’améliorations, étant précisé que le rôle de « l’officier de liaison », plus orienté vers l’accueil des victimes et le lien avec les associations, semble plus stratégique lorsque cela est possible ».
« Conscient des budgets contraints » et la difficulté d'assurer une formation effective auprès de tous les agents, le rapport développe la façon dont la DILCRAH entrevoit le rôle distinct des référents LGBT et des officiers de liaison LGBT qu'elle appelle de ses vœux. Ainsi, selon le rapport, « les agents sélectionnés pour agir comme référents LGBT doivent être facilement accessibles par tous les agents en contact avec le public ou amenés à traiter des plaintes pour des actes anti- LGBTI+ et bénéficier à des séances de formation particulièrement appuyée, notamment en lien avec les associations ».
De leur côté, les officiers de liaison LGBT devraient être implantés à l'échelon zonal, « assurant le lien avec ces référents LGBT et être l'interlocuteur privilégié avec le tissu associatif LGBTI+ et l’orientation du public. L’officier de liaison, doté d’une mission aussi bien externe (vers le grand public) qu’interne (vers les collègues), représente un étayage nécessaire pour assurer la visibilité de ces questions et l’articulation avec le réseau associatif »
Enfin, la DILCRAH conclut sur l'importance de rendre publiques les coordonnées des officiers de liaison LGBT et rendre les intéressés identifiés du grand public comme des membres des forces de sécurité par des affichages dans les accueils des commissariats.

### Création d'un officier de liaison Racisme et Antisémitisme
Déclinaison départementale de la DILCRAH, le comité opérationnel de lutte contre le racisme, l’antisémitisme et la haine anti-LGBT+ et les discriminations liées à l'origine (CORAHD) est chargé d'élaborer, mettre en œuvre et suivre un plan départemental de lutte contre les LGBTphobies, le racisme et l'antisémitisme.
Le CORAHD de Paris, co-présidé par le Préfet de Police de Paris et le Préfet de la région Ile-de-France et dont les vice-présidences sont assurées par la procureure de la république de Paris et le recteur de la région Ile-de-France, a présenté en 2024 un nouveau plan départemental pour la période 2024-2026 autour de 5 axes majeurs.
Parmi les mesures préconisées pour favoriser la révélation des faits de racisme et d'antisémitisme, est la création d'un poste de référent ou d'officier de liaison racisme, antisémitisme et discrimination à Paris, similaire à celui de l'officier de liaison LGBTQI+.